# 오세올라 카운티 스타디움
오세올라 카운티 스타디움(Osceola County Stadium)은 미국 플로리다주 키시미에 위치한 야구장이다. MLB 휴스턴 애스트로스의 스프링 트레이닝 장소이다.